# Jaime Reyes Miranda
Jaime Reyes Miranda (Cabana, Áncash, 18 de junio de 1968) es un abogado, docente, y servidor público peruano. Fue Secretario General de la Presidencia del Consejo de Ministros, Viceministro de Justicia, y Jefe de Gabinete de Asesores en el Ministerio de la Producción, Ministerio del Interior y Ministerio de Salud, entre otros cargos públicos. 
- Datos: Q97014558